# Erpetogomphus boa
Erpetogomphus boa är en trollsländeart som först beskrevs av Selys 1859.  Erpetogomphus boa ingår i släktet Erpetogomphus och familjen flodtrollsländor. Inga underarter finns listade i Catalogue of Life.